# Homberg (Efze)
Homberg település Németországban, Hessen tartományban. Lakosainak száma 14 712 fő (2023. december 31.).

## Népesség
A település népességének változása:
| Lakosok száma | 14 039 | 14 035 | 13 970 | 14 458 | 14 712 |
|               | 2017   | 2019   | 2021   | 2022   | 2023   |